# Smilin' Through (film 1922)
Smilin' Through è un film muto del 1922 diretto da Sidney Franklin. Il lavoro teatrale da cui è tratto il soggetto del film è firmato da Allan Langdon Martin, pseudonimo sotto cui si celano le due autrici, Jane Murfin e Jane Cowl: la commedia venne messa in scena per la prima volta al Broadhurst Theatre il 30 dicembre 1919 restando in cartellone per un totale di 175 repliche. Il doppio personaggio di Moonyeen/Kathleen era interpretato dalla stessa Jane Cowl.
È la prima delle versioni cinematografiche del testo teatrale: dieci anni dopo, nel 1932, lo stesso regista, Sidney Franklin, riprenderà la storia in un film parlato, Catene avendo come protagonista Norma Shearer. Nel 1941, Frank Borzage firmerà Catene del passato con Jeanette MacDonald.

## Trama
Mooneyean muore tra le braccia di John il giorno del loro matrimonio. Nella chiesa, ubriaco, irrompe Wayne che vuole uccidere il rivale in amore. La ragazza si mette tra i due e si prende lei la revolverata assassina. Le ultime parole di Moonyean promettono a John che ritornerà un giorno da lui.
Passano gli anni. John non ha mai dimenticato la sua Moonyean con cui comunica oltre la morte: ora è un vecchio signore che rimpiange il passato e la perdita della donna amata. Cerca di recuperare il suo rapporto con la vita attraverso la nipote di lei, Kathleen, che lui ha adottato quando la piccola aveva 5 anni. Ma la ragazza, ormai una giovane donna identica a Moonyean, incontra e si innamora del figlio di Wayne, Kenneth.
John minaccia di diseredarla se i due si sposeranno. La coppia scappa insieme ma poi Kenneth, per non rovinare la vita di Kathleen, la esorta a tornare a casa. Lui si arruola nell'esercito. Passano quattro anni, Kenneth ritorna ferito dalla guerra e non vuole che la ragazza che ama ancora sappia delle sue condizioni. John viene a conoscere la verità e si rende conto che Kenneth è diverso da suo padre. Lascia libera Kathleen di seguire la sua strada e finalmente muore, libero anche lui di congiungersi con Moonyean.

## Produzione

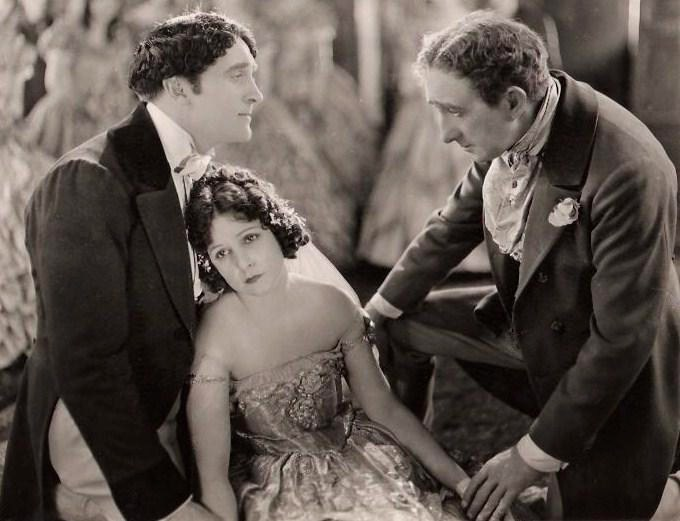
Wyndham Standing, Norma Talmadge e Alec B. Francis

Il film fu prodotto dalla Norma Talmadge Film Corporation, con la supervisione di Joe Aller.

### Gli interpreti
Wyndham Standing, che qui interpreta John Carteret, all'epoca del film aveva 42 anni. Vent'anni dopo, quando venne girato Catene del passato (terzo adattamento cinematografico della storia), ricoprì il ruolo del medico.

## Distribuzione
Distribuito dalla Associated First National Pictures, il film - presentato da Joseph M. Schenck - uscì nelle sale cinematografiche statunitensi il 13 febbraio 1922.